# Le Musulman
Pour plus de détails, voir Fiche technique et Distribution.
Le Musulman (Мусульманин, Musulmanin) est un film russe réalisé par Vladimir Khotinenko, sorti en 1995,.

## Synopsis
Après dix ans passé en captivité chez les Afghans, un soldat russe retourne vivre dans son village natal mais sa conversion à l'islam n'est pas accepter par ses proches.

## Fiche technique
- Photographie : Alekseï Rodionov
- Musique : Alexandre Pantykine
- Décors : Alexandre Popov. Regina Khomskaïa
- Montage : Svetlana Tarik